# Vélodrome de Queen's Park
Le vélodrome Queen's Park est un ancien vélodrome de la ville de Verdun, aujourd'hui arrondissement de Montréal, au Québec. 
Construit sous l'impulsion de l'entrepreneur montréalais Ucal-Henri Dandurand à la fin du XIXe siècle.

## Emplacement initialement prévu du vélodrome
Les compétitions internationales de cyclisme sur piste (World’s Meet) eurent lieu au vélodrome Queen’s Park construit à Verdun en 1898. Sa construction débute le 25 avril 1898 et son inauguration a lieu le 24 mai de la même année. Les compétitions se déroulèrent du 7 au 12 août 1899. L’octroi de ces compétitions au Canada fut obtenu après deux tentatives infructueuses,,,,.

## Le plan initial du vélodrome

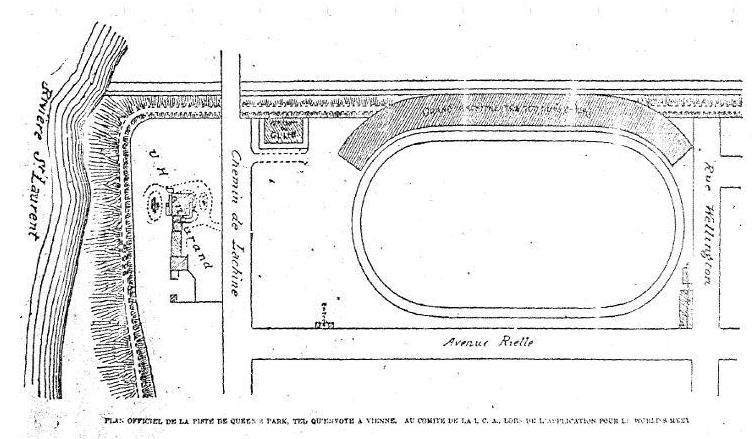
Piste de Queen's Park, La Presse, 6 mai 1899 (Page 1)

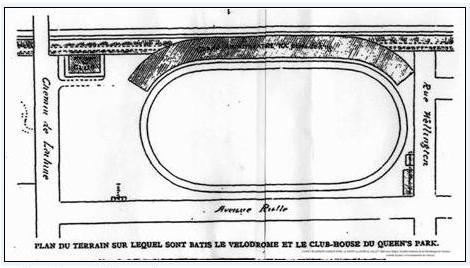
Plan du vélodrome Queen’s Park, Le Sport illustré, 22 juillet 1899 (Pages 132-133)

Conçu sous l'impulsion marquante de l'entrepreneur montréalais Ucal-Henri Dandurand, le plan initial du vélodrome laisse voir une continuité territoriale entre le terrain résidentiel d’Ucal-Henri Dandurand et le site proposé pour l’emplacement du vélodrome.

## Les photos du vélodrome et leurs relations avec le projet final

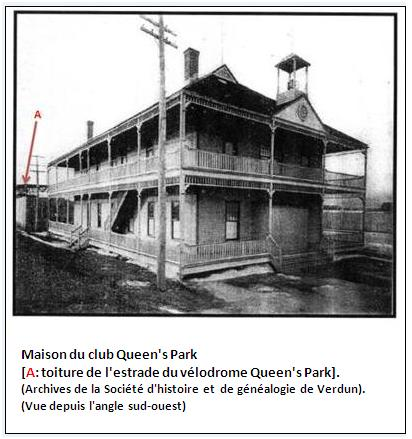
Maison du Club Queen’s Park (photo), Société d’histoire et de généalogie de Verdun, (Archives, 1899)

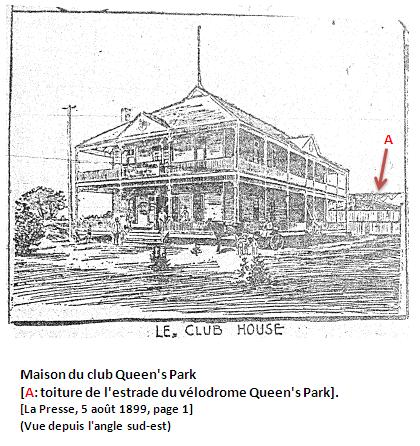
Maison du Club Queen’s Park (gravure), La Presse, 5 août 1899

La revue Le Monde illustré publie plusieurs photos du vélodrome prises durant les compétitions de 1899. Ces photos sont disponibles en ligne sur le site de Bibliothèque et Archives nationales du Québec (BAnQ) : Queen's Park (Verdun, Québec)
En se basant sur l’examen de ces photos publiées dans Le Monde illustré, on peut en déduire que l’emplacement final correspond à celui décrit dans La Patrie du 16 février 1898. Cet article apparaît trois mois avant la fin de la construction du vélodrome Queen’s Park (17 mai 1898).
Citation :

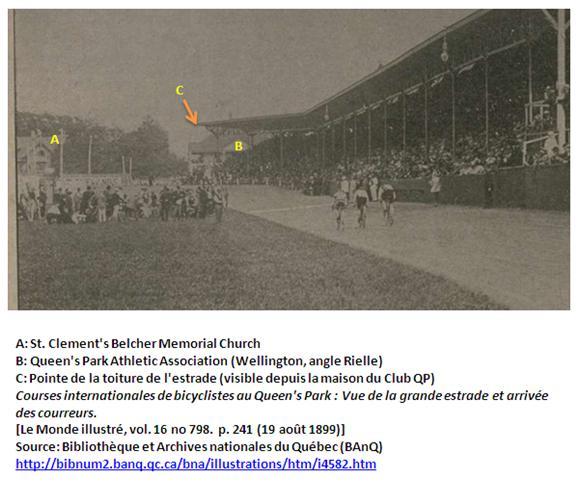
Maison du Club Queen’s Park (gravure), Le Monde illustré, 1899

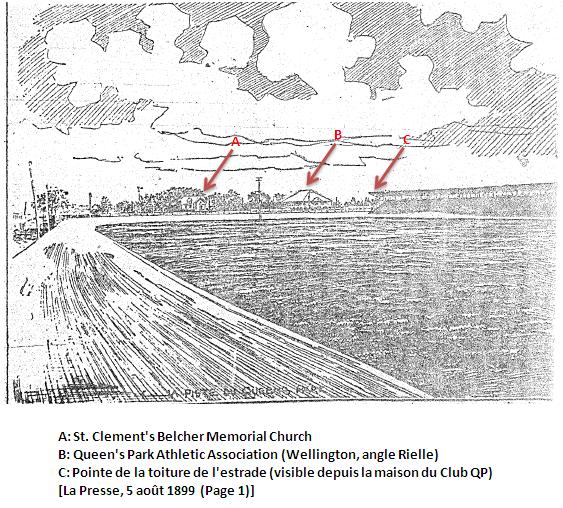
Piste du vélodrome Queen’s Park, vue vers le sud (gravure), La Presse, 5 août 1899

Une gravure publiée dans La Presse du 5 août 1899 vient également confirmer la localisation du vélodrome telle que décrite dans La Patrie du 16 février 1898 (page 3 ) .
Une gravure publiée dans La Presse du 5 août 1899 (page 1) vient également confirmer la localisation du vélodrome telle que décrite dans La Patrie du 16 février 1898 (page 3). Cette illustration montre une vue vers le sud : on y aperçoit des bâtiments sur la rue Wellington

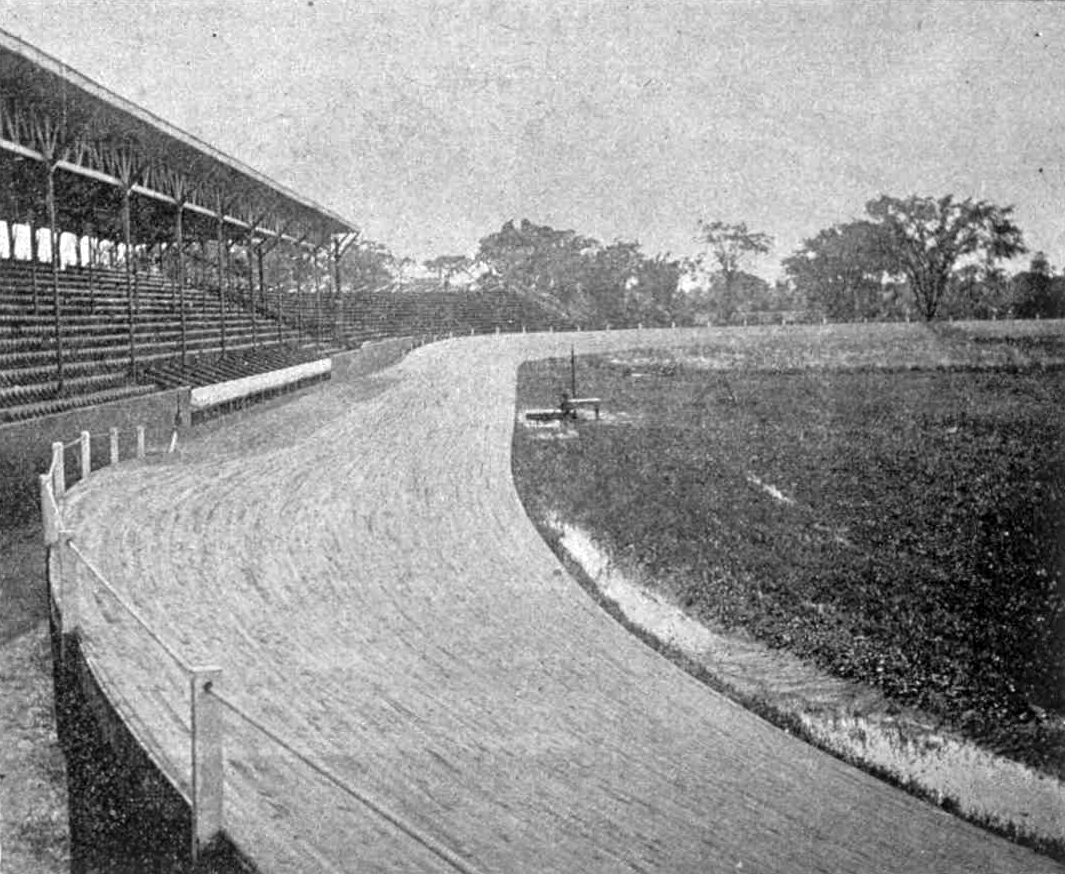
Piste du vélodrome Queen’s Park, vue vers le nord (photo), Le Monde illustré, octobre 1898

Le vélodrome vu vers le nord (i.e. vers la rue de Verdun) montre bien que l’urbanisation y est beaucoup moins développée que vers le sud. On y aperçoit beaucoup d’arbres. Cette photo laisse voir la piste polyvalente (hippodrome et course à pied) entourant la piste du vélodrome et séparant celle-ci des estrades.

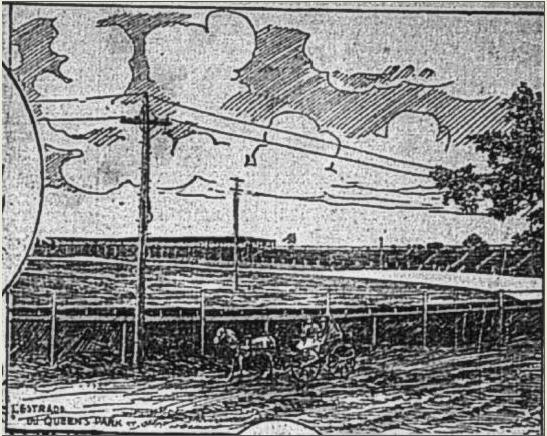
Piste polyvalente autour du vélodrome Queen’s Park, La Presse, 5 août 1899

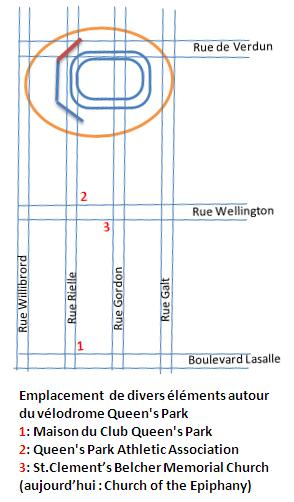
Emplacement du vélodrome Queen’s Park